# 7682 Miura
7682 Miura (1997 CY19) là một tiểu hành tinh vành đai chính được phát hiện ngày 12 tháng 2 năm 1997 bởi T. Kobayashi ở Oizumi.